# Вакендорф I
Вакендорф I (нем. Wakendorf I) — община в Германии, в земле Шлезвиг-Гольштейн. 
Входит в состав района Зегеберг. Подчиняется управлению Трафе-Ланд.  Население составляет 430 человек (на 31 декабря 2010 года). Занимает площадь 5,34 км².